# Edmond Agius
Edmond Agius (* 23. Februar 1987 in Paola) ist ein maltesischer Fußballspieler.

## Karriere

### Vereine
Agius spielte in einem Zeitraum von 20 Jahren für vier Vereine in der Premier League, der höchsten Spielklasse im maltesischen Fußball. Sein erster Verein im Seniorenbereich war der in seinem Geburtsort ansässige Hibernians FC, für den er von 2003 bis 2008 77 Punktspiele bestritt, vier Tore erzielte und in diesem Zeitraum zweimal den nationalen Vereinspokal gewann. In der Qualifikation für die Teilnahme am Wettbewerb um den UEFA-Pokal 2006/07 und 2007/08 wurde er jeweils in den beiden Hin- und Rückspielen der ersten Runde eingesetzt.
Für den Hauptstadtverein FC Valletta bestritt er in sechs Jahren 144 Punktspiele, erzielte 16 Tore und gewann dreimal die Meisterschaft und zweimal den nationalen Vereinspokal. Auf europäischer Vereinsebene kam er in den Qualifikationsspielen für die Teilnahme an der Champions League 2008 zwei-, 2011 und 2012 jeweils viermal zum Einsatz, wie auch für die Teilnahme an der Europa League 2009 drei- und 2013 einmal zum Einsatz.
Anschließend war er von 2014 bis 2017 für den FC Birkirkara in 59 Punktspielen aktiv, in denen er fünf Tore erzielte. Mit dem Verein gewann er im Jahr 2015 den nationalen Vereinspokal. Er bestritt ferner sechs Qualifikationsspiele (2014 zwei, 2015 vier) für die Teilnahme an der Europa League.
Für seinen letzten Verein Sliema Wanderers bestritt er abschließend 86 Punktspiele, in denen ihm ein Tor gelang, im Zeitraum von 2017 bis 2022 jedoch kein Titel. Mit dem Abstieg seines Vereins ist er in der zweitklassigen Challenge League aktiv.

### Nationalmannschaft
Agius kam zunächst für die U21-Nationalmannschaft in zehn Länderspielen zum Einsatz, wobei er am 16. November 2004 im Gozo Stadium bei der 0:2-Niederlage gegen die U21-Nationalmannschaft Ungarns im dritten Spiel der EM-Qualifikationsgruppe 8 debütierte. Im April 2006 bestritt er zwei weitere Qualifikationsspiele, die in der Vorrunde jeweils mit 1:2 gegen die U21-Nationalmannschaft Georgiens verloren wurden. Vom 5. Juni 2007 bis zum 5. September 2008 bestritt er sieben von acht Qualifikationsspielen der EM-Qualifikationsgruppe 10. Sein Debüt in der A-Nationalmannschaft hatte er am 29. Februar 2012 im Ta’ Qali-Stadion beim 2:1-Sieg über die Nationalmannschaft Liechtensteins mit Einwechslung für Steve Borg zur zweiten Halbzeit. Seinen letzten Einsatz als Nationalspieler hatte er am 2. Juni 2012 im Josy-Barthel-Stadion beim 2:0-Sieg über die Nationalmannschaft Luxemburgs mit Einwechslung für André Schembri in der 81. Minute.

## Erfolge
Hibernians FC
- Maltesischer Pokal-Sieger: 2006, 2007

FC Valletta
- Maltesischer Meister: 2011, 2012, 2014
- Maltesischer Pokal-Sieger 2010, 2014

FC Birkirkara
- Maltesischer Pokal-Sieger 2015